# Bloods

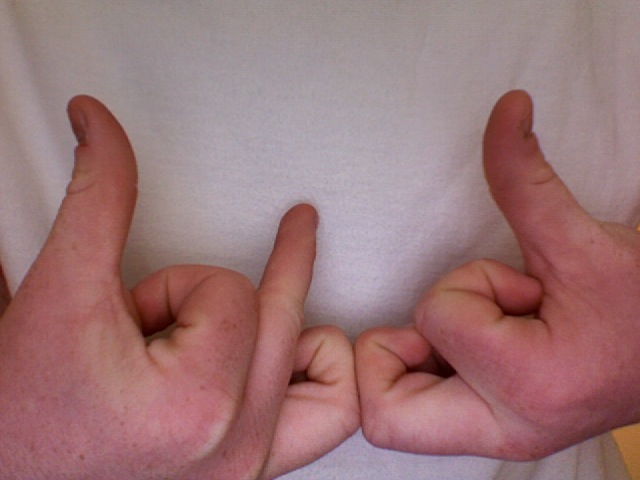
A Bloods banda kézjele. Az ujjak a „blood” szót rajzolják ki

A Bloods („Bloodok”) több különálló utcai banda laza szövetsége. Elsősorban az USA területén tevékenykednek, és főként afroamerikaiak a tagjai. A Bloods kialakulása 1993 környékére tehető.
A bandatagok megkülönböztetésül piros kendőt (bandannát) és piros ruhákat hordanak. Kábítószer-, és illegális fegyverkereskedelemmel foglalkoznak, de a gyilkosságoktól sem riadnak vissza. Legfőbb ellenségük a Crips banda, amelynek tagjait kék kendőjükről lehet megismerni és megkülönböztetni a Bloods tagjaitól.
A két banda gyakran keveredik egymással utcai harcokba, elsősorban Los Angelesben és Saint Louisban.
A tagok egymás közt „dawg”-nak (kutyának) szólítják egymást. A legtöbb tagnak van a felkarján egy 3 hegből álló égési seb, ami egy kutyamancsot ábrázol. Ezt a „beégetést” általában égő cigarettával csinálják és az új tag beavatásának ez is a részét képezi. Másik fő jellemzőjük az M.O.B., illetve a 662, ami a mobiltelefon billentyűin szintén ezt a betűkombinációt jelenti (Member Of Blood ), amit szintén vagy „beleégetnek” magukba vagy tetoválnak.
Általában kutyát (legtöbb esetben buldog) ábrázoló tetoválást viselnek. A beavatás fő része a „Blood-in”, aminek lényege hogy valakinek a vérét (általában másét, csak nagyon ritka esetben fordul elő hogy a sajátjukét) „kiloccsantják”. Ez többféle módon mehet végbe (verekedés, nemi erőszak, késelés, rablás közbeni erőszak, gyilkosság stb…), de a vérnek mindenképpen folynia kell (ez a „szertartás” arra is jó, hogy ennek segítségével pl. a beépülő rendőröket ki tudják szúrni). A Bloods tagok „hagyományos” fegyvere a borotvapenge, amivel kiválóan bánnak (a börtönökben mesterei a különböző pengék szájba és máshova történő elrejtésének és használatának). Jellemző, hogy ha lehetőség van rá, akkor legnagyobb ellenségeik esetében (Crips és a rendőrség) az áldozat fején pengével bemetszést ejtenek. Ruházkodásukban a piros ruhák viselete és a védjegyük, a piros bandanna jellemző (keleten a vörös gyöngyfüzér is), emellett a Chicago Bulls csapat mezeit és mindenféle szerelését előszeretettel viselik. Bandanév (streetname) választásánál előszeretettel választanak olyan neveket, amikből következtetni lehet gengszter mivoltukra (Pl: Capone, Nitti, Baby Face Nel, Scar Face). A Nyugati-parti Bloods bandák tagjai írásukban nem használják a „C”-betűt, helyette vagy „CK”-t (Crab vagy Crip Killa rövidítése), vagy pedig egy áthúzott C-betűt irnak (¢). Beszédükben pedig a „c” betűt „b”-vel helyettesítik (tehát például cigarette helyett bigarette-et mondanak).

## A Bloodshoz köthető rapperek
- 2Pac –  Mobser Piru Bloods
- Suge Knight – Compton Tree Top Piru
- DJ Quik – Compton Tree Top Piru
- Hi C – Compton Tree Top Piru
- Mausberg – Campanella Park Piru
- Mack 10 – Queen St Inglewood Bloods
- All Frum Tha I – Inglewood Family Gangsta Blood and Avenue Piru
- Tha Relativez – Inglewood Family Blood
- The Roaddawgs – Inglewood Family Gangsta Blood
- Tha Realest – Elm Street Piru
- G.P. – Compton Piru
- B-Real (Cypress Hill) – 89th Street Family Bloods
- Sinister – 89th Street Family Bloods
- Terror Twinz – Pacioma Piru
- O.F.T.B. – Bounty Hunter Bloods
- Nuttz – Skyline Piru
- 2nd II None – Elm Street Piru
- Boo-Ya Tribe – West Side Piru (Carson Samoan Warriors)
- Big Wy – Crenshaw Mafia Gangsta Blood
- Damu Ridaz – Denver Lane Bloods and Crenshaw Mafia Gang
- Sen Dog (Cypress Hill) – Family Swans Bloods
- The Game – Cedar Block Piru
- Compton Menace – Fruit Town Piru
- Redsign Da Ru – Mob Piru
- Capone – Altadena Denver Lane Bloods
- Sean Deez – Avenue Piru
- Mitchy Slick – Lincoln Park Bloods
- Big Fase 100 – Cedar Block Piru
- Unda Dawg – Hawthrone Piru
- Slick Da' Ru – Elm Street Piru
- Boskoe 100 – Queen Street Bloods
- Bad Seed – Holly Hood Piru
- Frontpage aka Hollywood Donut – Queen Street Bloods
- Conquer – Mob Piru
- Dub50 – Mob Piru
- VA Choppa – Mob Piru
- Wack Deuce – Mob Piru
- YG – Compton Tree Top Piru 400th Spruce Street
- RJMrLA – Athens Park Bloods
- Lil Wayne – Mob Piru Bloods
- OYG Snail – Mob Piru
- 9lokkNine
- Trippie Redd
- 21 Savage
- Young Thug
- Mozzy
- Gucci Mane
- YNW Melly - G Shyne
- Cardi B
- NBA YoungBoy 4kt Tray

## Külső hivatkozások
- PBS Independent Lens program on South Los Angeles gangs
- [halott link]